# Exocentrus albostriatus
Exocentrus albostriatus är en skalbaggsart som beskrevs av Hintz 1919. Exocentrus albostriatus ingår i släktet Exocentrus och familjen långhorningar.
Artens utbredningsområde är Togo. Inga underarter finns listade i Catalogue of Life.